# Strontiumsulfaat
Strontiumsulfaat is het strontiumzout van zwavelzuur, met als brutoformule SrSO4. De stof komt voor als witte kristallen, die zeer slecht oplosbaar zijn in water. Het oplosbaarheidsproduct (KS) van strontiumsulfaat bedraagt 3,44 × 10−7. In de natuur komt het voor als het mineraal celestien.

## Synthese
Strontiumsulfaat kan bereid worden uit de metathesereactie van strontiumchloride en natriumsulfaat. Het slecht oplosbare strontiumsulfaat slaat neer:
{\displaystyle \mathrm {SrCl_{2}+Na_{2}SO_{4}\rightarrow SrSO_{4}\downarrow +2\ NaCl} }

## Eigenschappen en reacties
Strontiumsulfaat is een witte vaste stof die niet ontvlambaar is. Bij verhitting boven 1580 °C ontleedt de stof:
{\displaystyle \mathrm {2\ SrSO_{4}\rightarrow 2\ SrO+2\ SO_{2}\uparrow +\ O_{2}\uparrow } }
Strontiumsulfaat bezit een orthorombische kristalstructuur, vergelijkbaar met bariumsulfaat. Het behoort tot ruimtegroep Pnma.

## Toepassingen
Strontiumsulfaat wordt gebruikt als uitgangsstof voor de synthese van talrijke andere strontiumverbindingen. Het wordt hoofdzakelijk omgezet in het carbonaat en nitraat.
In de natuur wordt strontiumsulfaat door een aantal stralendiertjes uit de klasse Acantharea gebruikt om hun skeletjes te vormen.